# Atrichopogon phusunensis
Atrichopogon phusunensis är en tvåvingeart som beskrevs av Remm 1971. Atrichopogon phusunensis ingår i släktet Atrichopogon och familjen svidknott. Inga underarter finns listade i Catalogue of Life.